# 秘色瓷

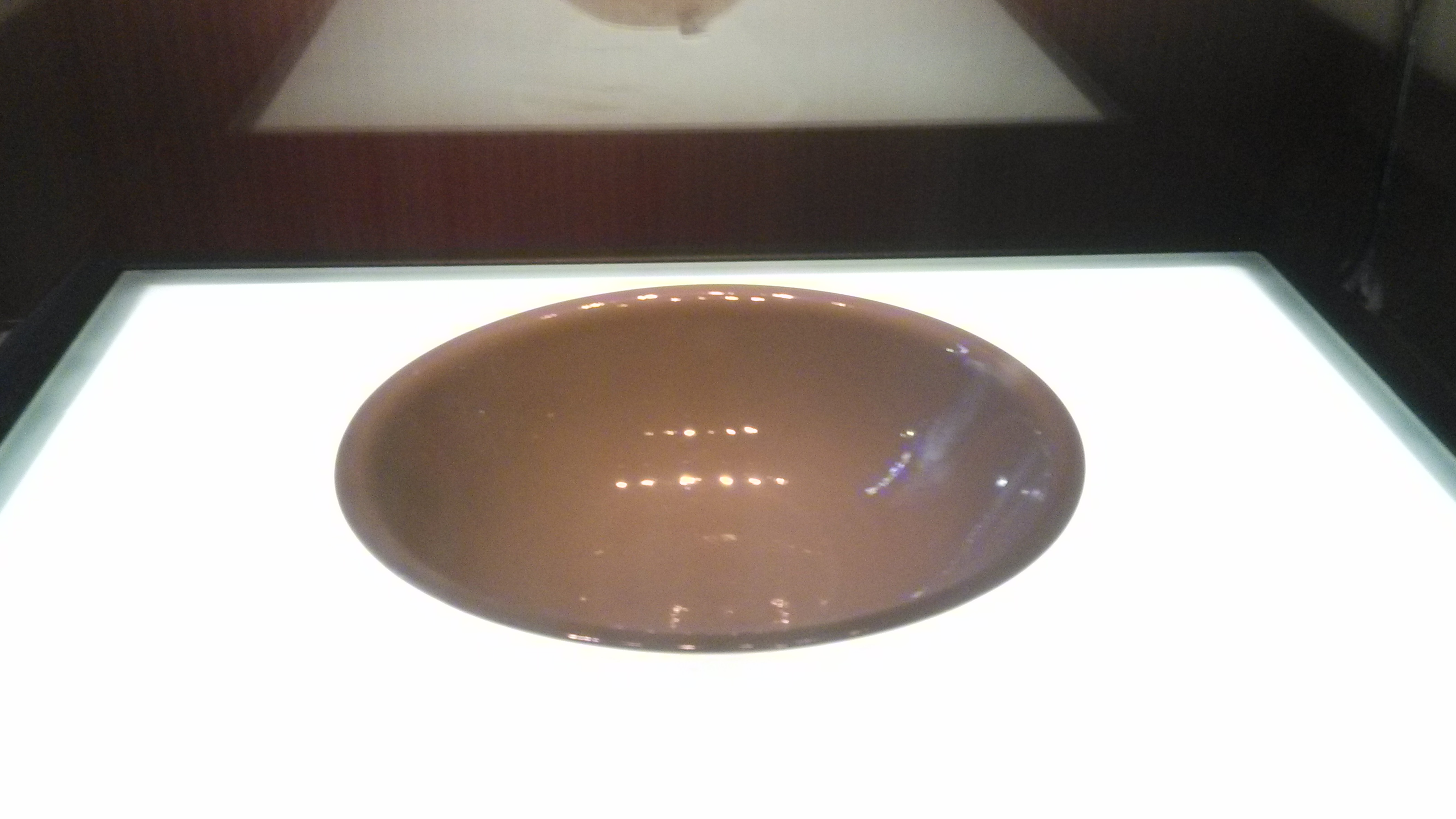
法门寺珍宝馆秘色瓷器

五代越窯〈秘色青瓷洗〉，國立故宮博物院藏。

秘色瓷是指唐朝越窑的青瓷精品，是贡瓷的组成部分，但并非专供皇室之用。
宋朝起披上一層神秘的色彩。直到1987年考古工作者发掘陕西扶风法门寺塔基地宫时才发现实物。
之前只能通过陆龟蒙《秘色越器》诗句“九秋风露越窑开，夺得千峰翠色来”来进行想像。

## 名称来源
“秘色”的意义解释不一。
宋代周辉《清波杂志》载：“越上秘色器，钱氏有国日，供奉之物，不得臣下用，故曰秘色”。按照这一记述，秘色得名缘于臣民不能使用。
另有说法称，因为烧制技术高度保密，因此称作秘色。
还有学者认为秘色的意思是秘草的颜色。